# José Meolans
José Martin Meolans (ur. 22 czerwca 1978 w Córdobie) – argentyński pływak, specjalizujący się w stylu wolnym.

## Życiorys
José Meolans urodził się 22 czerwca 1978 roku w Córdobie w Argentynie. Po raz pierwszy pojawił się w 1999 roku na 3. Mistrzostwach Świata w Pływaniu na krótkim basenie w Hongkongu, zdobywając srebrny medal w dyscyplinie na 50 metrów stylem wolnym. Na Igrzyskach panamerykańskich w Winnipegu w Kanadzie zdobył trzy medale: 2 srebrne (50 m i 100 m stylem wolnym) oraz 1 brązowy w dyscyplinie na 100 metrów stylem motylkowym.
W 2002 roku Meolans wystąpił na 6. Mistrzostwach Świata w Pływaniu na krótkim basenie w Moskwie w Rosji, zdobywając srebrny medal oraz tytuł świata w dyscyplinie na 50 metrów stylem wolnym.
Rok później wystąpił na Igrzyskach Panamerykańskich w Santo Domingo w Dominikanie, zdobywając złoty medal w dyscyplinie na 100 metrów stylem wolnym. Meolans jest członkiem drużyny pływackiej Club Atlético River Plate.
W 2006 roku na 24. Międzynarodowych Mistrzostwach w Porto w Portugalii zdobył dwa złote medale w stylu wolnym: 50 m (23.14 sek.) oraz 100 m (50.66 sek.). Na 8. Mistrzostwach Świata w Pływaniu na krótkim basenie zajął trzecie miejsce w dyscyplinie na 100 metrów stylem wolnym.